# 허탁
허탁(1935년 12월 21일~2001년 11월 15일)은 대한민국의 정치인이다. 제13대 국회의원을 지냈다.

## 역대 선거 결과
|  | 3.03% |

|  | 14.02% |

|  | 24.59% |

|  | 54.56% |

|  | 14.66% |